# Sihlkanal

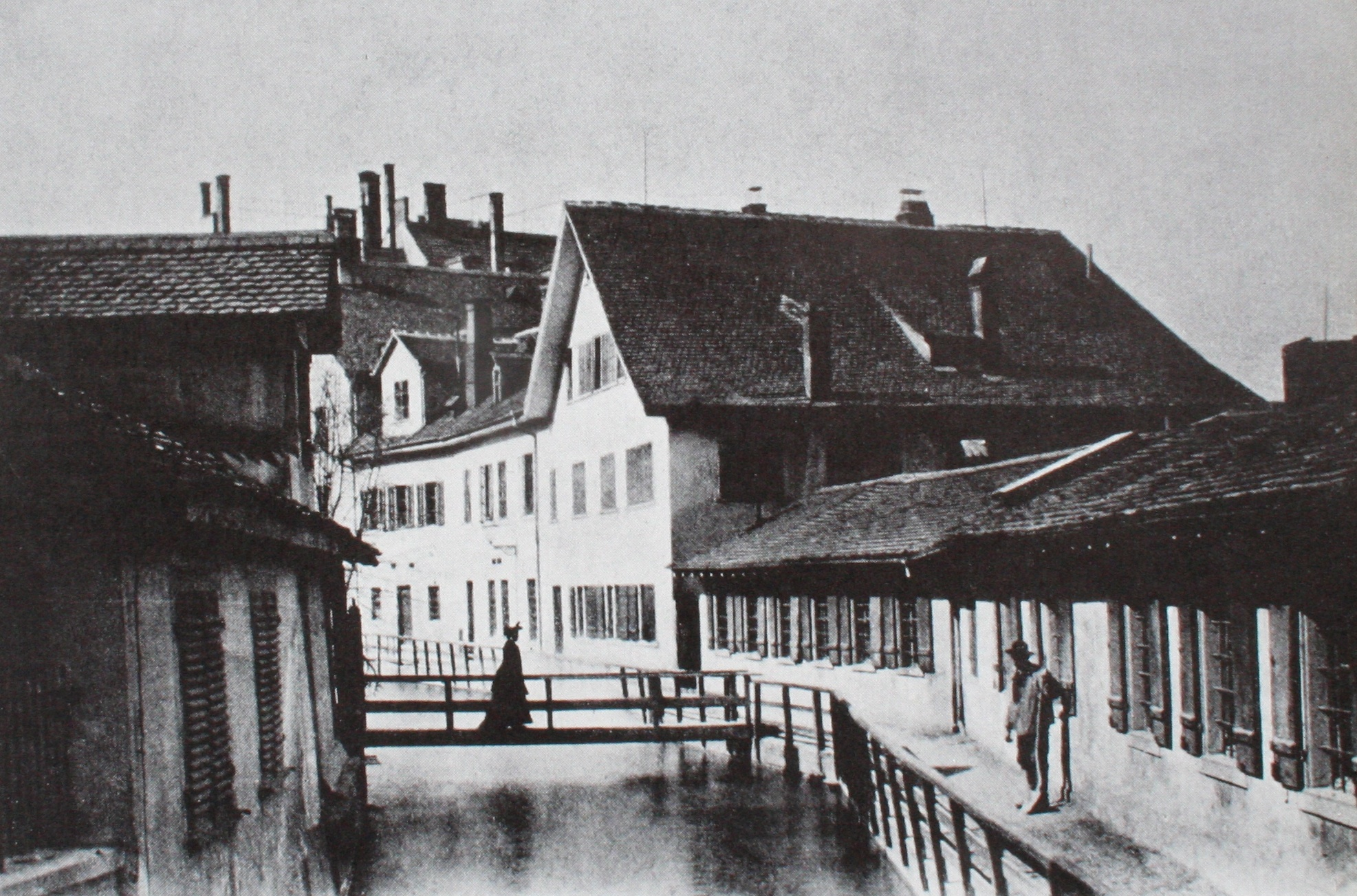
Sihlkanal um 1900: Haus «Zum kleinen Seidenhof»

Der Sihlkanal («zahme Sihl») nutzte das Wasser der Sihl («wilde Sihl»), um die Wasserräder in der Altstadt von Zürich anzutreiben sowie zur Flösserei (Trift).  Der ehemalige Altlauf der Sihl wurde ab 1651 zum Kanal ausgebaut und von 1901 bis 1904 zugeschüttet.

## Verlauf

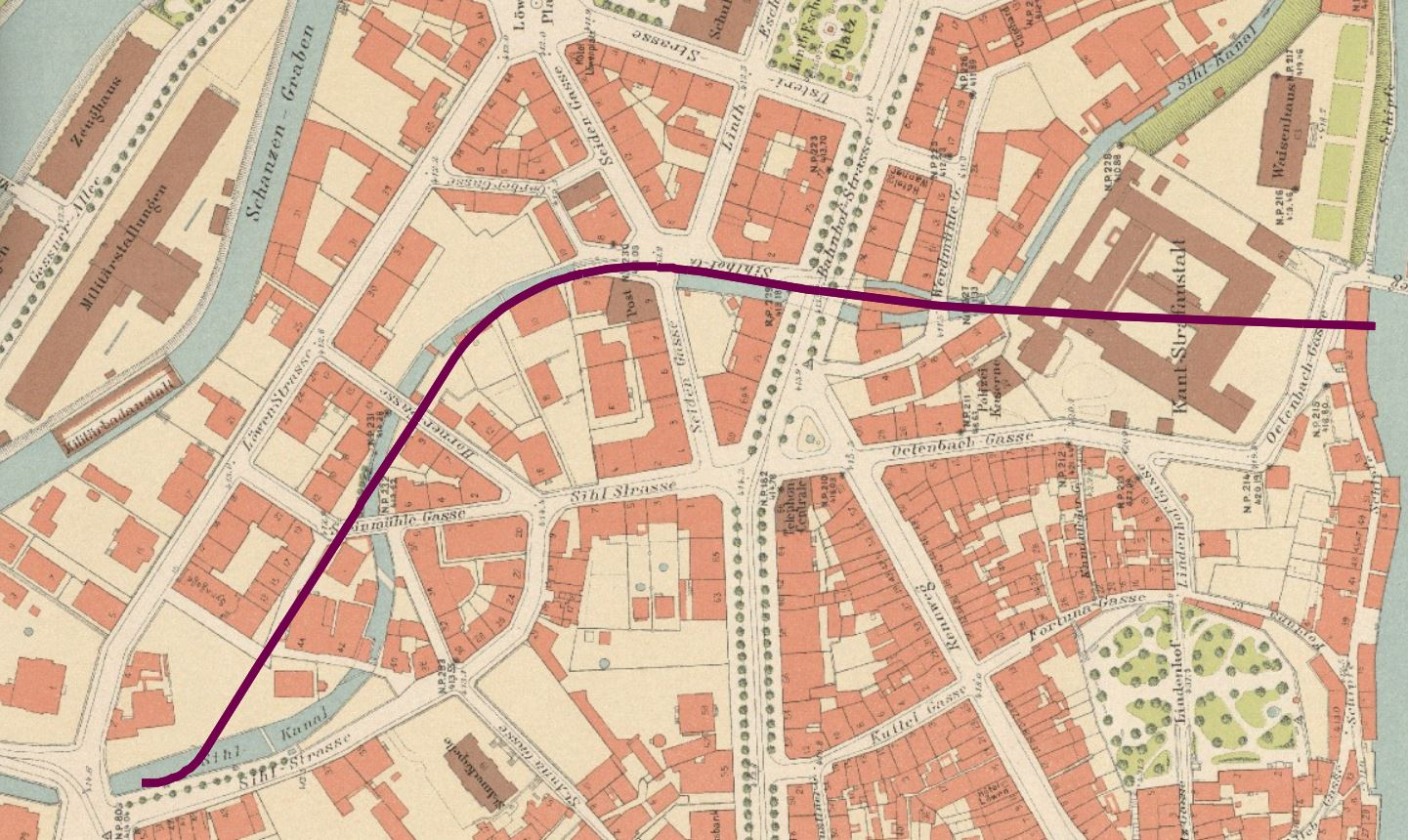
Sihlkanal auf dem Stadtplan von 1900, darüber ist die heutige Uraniastrasse eingezeichnet

Bis Ende des 19. Jahrhunderts wurde oberhalb des Sihlhölzlis (412,6 m ü. M.) Wasser von der wilden Sihl abgeleitet: Ein rund 300 Meter langes Wuhr zwischen dem Bahnhof Giesshübel und der Mitte der Sihlpromenade führte dem Kanal das Wasser zu, das für den Betrieb von Mühlen und Fabriken benötigt wurde. Der Sihlkanal folgte mehr oder weniger parallel dem Lauf der Sihl. In den 1920er Jahren wurde die Sihl im Zusammenhang mit der Tieferlegung der Linksufrigen Zürichseebahn auf einer Länge von 900 Meter nach Süden über das alte Wuhr und teilweise an die Stelle des ehemaligen Sihlkanals verlegt.
Der Rechen beim Giesshübel leitete herangeschwemmtes Holz in den Kanal. Bis zur Sihlporte musste das Holz ans Ufer gezogen werden, bevor das Wasser die verschiedenen Wasserräder zu treiben hatte. Das städtische Holzdepot befand sich an der Stelle des heutigen Bahnhofs Selnau.
Bis zur Entfernung der Stadtbefestigung Mitte des 19. Jahrhunderts wurde der Sihlkanal durch die äussere, dritte Stadtbefestigung hindurch geleitet. Bei der Sihlporte wurde er auf einem Aquädukt über den Schanzengraben geleitet. Die heutige Uraniastrasse folgt in etwa dem Lauf des Kanals durch die Innenstadt. Nördlich des Rennwegs unterhalb des Rennwegtores vereinigte der Sihlkanal sich mit dem Wasser aus dem Fröschengraben (bis dieser 1864 zugeschüttet wurde) und mündete unterhalb des Klosters Oetenbach beim Gedeckten Brüggli oberhalb des Papierwerds (408,3 m ü. M.) in die Limmat.

## Geologie

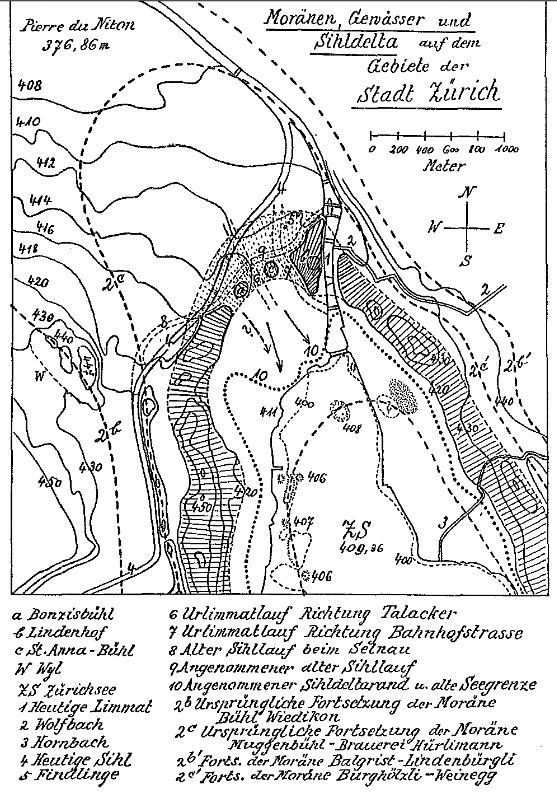
Sihlschuttkegel Stadt Zürich

Während des sogenannten «Stadiums von Zürich» (vor etwa 20'000 Jahren) entstand der Moränenwall, der den Zürichsee im Norden abschliesst. Er wird durch den Höhenrücken zwischen dem See und dem Sihltal, durch die Höhe beim Lindenhof in der Altstadt und durch das Burghölzli markiert, während das Sihltal den Schmelzwasserstrom am Rand des Gletschers aufnahm. Auf dem Gebiet der Altstadt gab es neben dem «Lindenhof», die Moränenhügel «St. Anna» (beim Selnau, heute abgetragen), «Bonzisbühl» (heute alter Botanischer Garten) und «Ulmberg» (beim Ulmbergtunnel). Zwischen diesen Moränenhügeln (Moränentore) dürfte zu Beginn der Nacheiszeit das Seewasser einige Zeit durch geflossen sein. Der stärkste Wasserstrang vertiefte seine Sohle stärker als die anderen und legte diese allmählich trocken.
Die wilde Sihl füllte diese Seeausläufe durch ihr Geschiebe und bildete die Sihlschotterkegel. Sie floss damals unterhalb der Lindenhofmoräne (Gegend des unteren Mühlestegs) in die Limmat und brachte dort Geschiebe in grösseren Mengen ins Limmatbett. Dieser Geschiebeeintrag hat durch Aufstau des Seewassers zu einem höheren Zürichseespiegel geführt und die Insel Papierwerd geschaffen. Vom Hang des dem Lindenhof vorgelagerten Moränenteils «Sihlbühl», auf dem seit 1288 das Nonnenkloster Oetenbach stand, führte der «Besenrain» steil zum «Sihlwiesli» (heute «Beatenplatz») hinunter.
In späterer Zeit hat sich die «wilde Sihl» wieder mehr nach links verschoben, während die Seitenarme in der alten Flussrichtung zurückblieben und von nun an als «zahme Sihl» bezeichnet wurden. Zwischen «Selnau» und «Steinmühle» entsprach die Breite der zahmen Sihl einem Drittel des Bettes der wilden Sihl. Der zahme Arm bildete zuerst ein flaches «S» und verteilte sich nachher in mehrere krumme Bäche. Der spätere «Sihlkanal» erhielt seine Richtung durch die alten natürlichen Wasserläufe. Davon zeugen Funde von römischen Mühlsteinen ausserhalb des Rennweges beim Haus zur «Trülle» und im Garten des grünen Seidenhofes sowie eine Amphora für Korn oder Mehl im Garten des «Glockenhauses» (Glockengiesserei Füssli an der Sihlstrasse). Die Ortsbezeichnungen auf dem Murerplan von 1566 deuten darauf hin, dass die zahme Sihl ursprünglich ein alter Flusslauf und nicht ein künstlich angelegter Kanal war.

## Geschichte

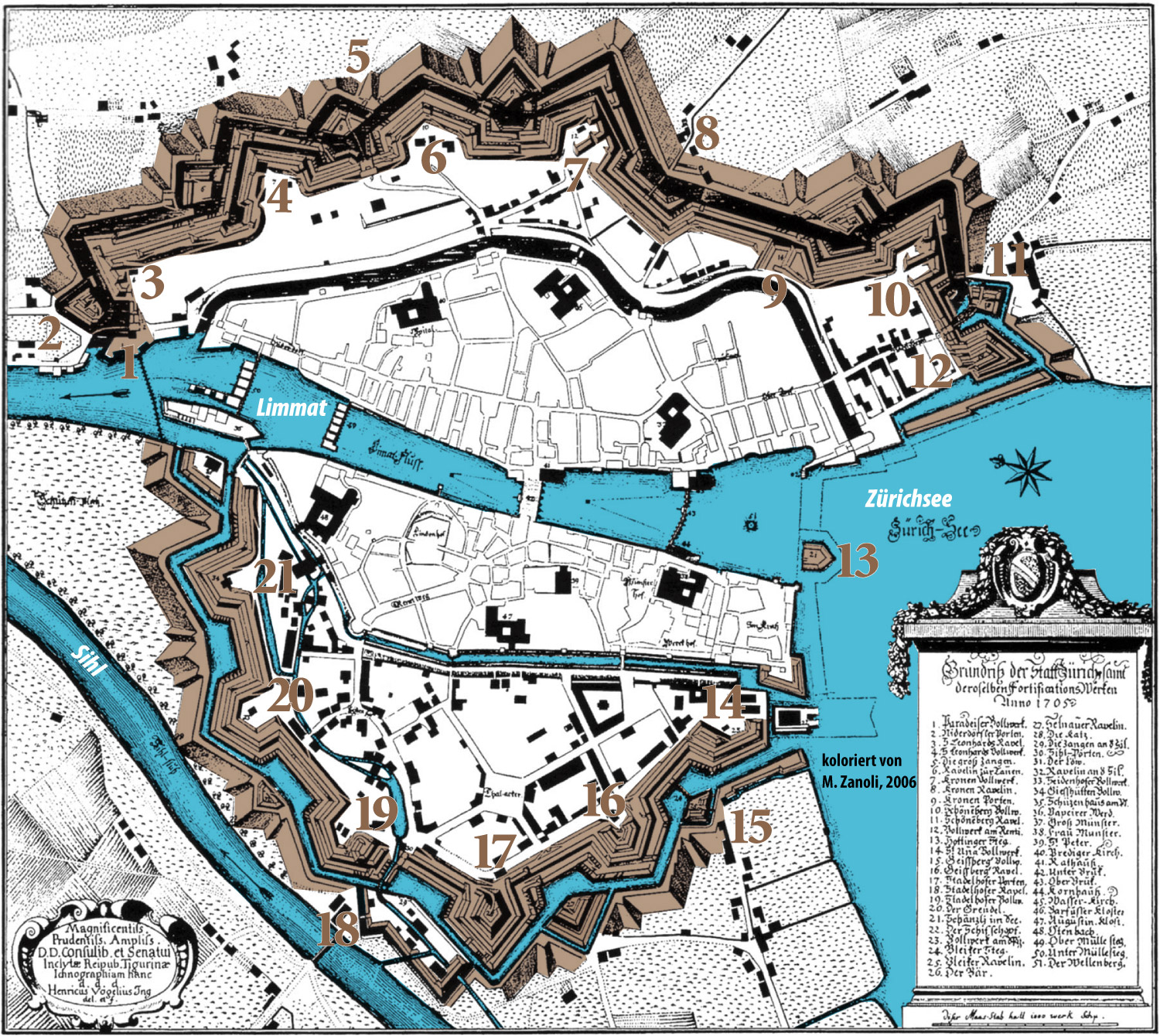
Sihlkanal auf dem Stadtplan Heinrich Vögelin von 1705

Eine Zeichnung Johann Balthasar Bullingers zeigt im 18. Jahrhundert am Sihlkanal im Sihlhölzli eine Walkmühle. Die Dannersche Sihlhölzlimühle wurde 1845 gebaut. 1870 nahm dort die Seidenweberei Baumann älter ihre ersten mechanischen Webstühle in Betrieb. Um 1900 folgte die Marmorwerkstätte Hofstetter. 1917 wurde die Sihlhölzlimühle abgebrochen. In den 1920er Jahren erfolgte die Tieferlegung der linksufrigen Seebahn. Die Gleise wurden statt durch den Ulmbergtunnel in einem Tunnel unter der Sihl hindurch geführt. Dazu musste die Sihl von 1918 bis 1920 auf einer Länge von 900 Metern auf die Ostseite des Sihlhölzlis an die Stelle des Sihlkanals verlegt werden. Der alte Sihllauf wurde aufgeschüttet, das Sihlwuhr, der Sihlkanal und die Insel Sihlhölzli verschwanden.
Seit 1265 war ein Bach als «Sihlrunse» bekannt, an dem die Klosterfrauen des Klosters Selnau spätestens seit 1312 auf ihrem Hof eine Mühle errichtet hatten. Dieser Bach wurde im historischen Quartier Selnau aus der «kleinen» oder «zahmen Sihl», dem späteren «Sihlkanal», abgeleitet und von dort in den Zürichsee geführt. Im Unterlauf wässerte er unter anderem die dortigen Bleichen.
Ab dem 13. Jahrhundert wurde die «zahme Sihl» für den Betrieb der sechs Mühleräder genutzt. Während dieser Zeit erfolgte der wichtigste Stadtzugang via das Rennwegtor über die Sihlstrasse. Der Schanzengraben war nach 1642 der äussere Wassergraben der dritten Befestigung der Stadt Zürich, die nach dem Plan von Hans Georg Werdmüller erstellt wurde. Ab 1651 wurde die «zahme Sihl» beim Schanzenbau zum  «Sihlkanal» ausgebaut.
Im späten 18. Jahrhundert gab es in Zürich 32 Mühlen, Sägemühlen und Walken. Die meisten befanden sich auf dem oberen und unteren Mühlesteg in der Limmat und die anderen am Sihlkanal. Die Stadt Zürich zählte bis 1800 nicht mehr als 10'000 Einwohner. Das Ende der Flösserei auf der Sihl erfolgte, nachdem kurz vor 1860 die Stadt mit neuen Strassenstücken einen das ganze Sihltal durchziehenden Verkehrsweg erstellt hatte, auf dem das Holz aus dem Sihlwald abgeführt werden konnte.
Von 1901 bis 1904 wurde der Sihlkanal von der Sihlporte bis zur Limmat trockengelegt und zugeschüttet und im Abschnitt zwischen Bahnhofstrasse und Steinmühleplatz als Strasse genutzt. Mit dem Bau der grossvolumigen Amtshäuseranlage im Bereich der heutigen Uraniabrücke (1902–1914) erhielt die Uraniastrasse einen ersten städtebaulich markanten Auftritt. Der Bau des unteren Teils der Strasse, vom Steinmühleplatz bis zur Sihlporte, erfolgte erst in den 1930er Jahren. Die Strasse wird in älteren Plänen vor 1900 als «Sihlhofgasse» bezeichnet, noch früher bezeichnete man diesen teils sehr engen Weg als «Am Sihlkanal». Die Sihlhofstrasse erstreckte sich entlang dem damaligen Sihlkanal zwischen Bahnhofstrasse 73 und der Steinmühlegasse bei der Synagoge.
Der ehemalige Sihlkanal ist heute nur noch am Verlauf der Uraniastrasse und an den Zwischenräumen bei Gebäuden aus der damaligen Zeit erkennbar. Die einstige Sihlhofstrasse bildet heute einen Teil der Uraniastrasse.

### Wasserkraft am Sihlkanal

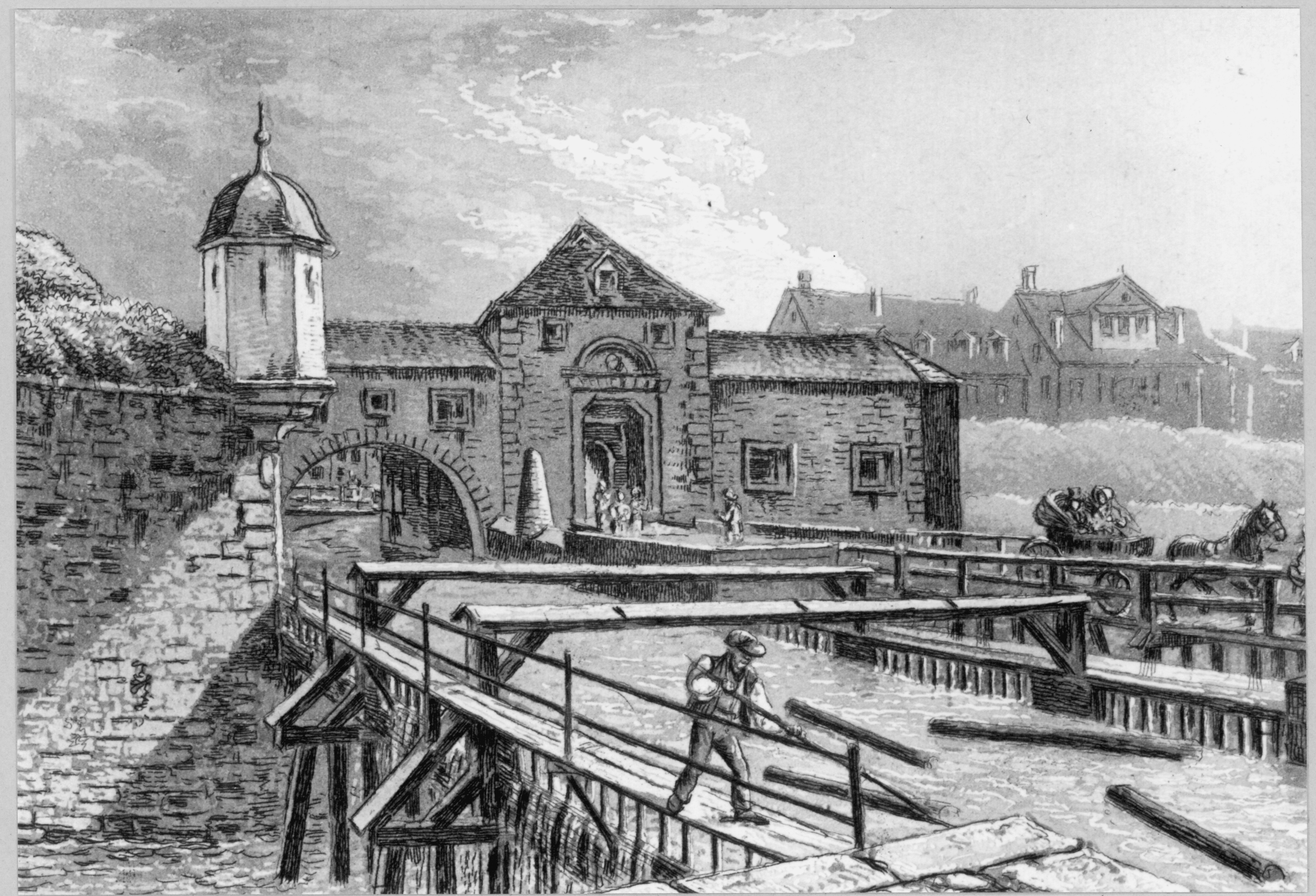
Flösser am Sihlkanal vor der Sihlporte, 1840

Die 1312 erstmals erwähnte Mühle des Klosters Selnau («Seldenowermühle am Boncisbühl») stand auf dem Klostergelände südlich der Moränenkuppe (Boncisbühl) des «Alten Botanischen Gartens» (im 17. Jahrhundert Bastion «zur Katz») unmittelbar jenseits des Schanzengrabens. Sie wurde vom Bach «Sihlrunse» angetrieben, der auf dem Müllerplan von 1788/1793 erkennbar ist. Die neuen archäologischen Aufschlüsse zeigen, dass der Bach unmittelbar vor der Westfassade der Klosterkirche vorbeiführte.
Die Vögelimühle oder Unterwassermühle, war Reichslehen der Freien von Schwarzenberg, Afterlehen der Ritter Mülner und kam 1288 zum Kloster Selnau. Sie war bis 1524 im Besitz der Werdmüller und von 1527 bis 1717 der Vögeli (Vögelimühle). Zur Vögelimühle gehörte die Herrensäge. Sie war die erste Mühle am Sihlkanal, nachdem dieser die Stadtbefestigung passiert hatte, und stand unmittelbar nach dem Leerlauf in die Sihl. Sie stand auf dem Stadtplan von 1900 an der Sihlstrasse 69 und wurde 1938 abgebrochen.
Die 1218 erwähnte Mühle (Mühle bei Sankt Stephan) stand unterhalb der Sihlporte in der Nähe der heutigen Steinmühlegasse bei den ehemaligen Kapellen Sankt Stephan und Sankt Anna. Sie war Erblehen der Fraumünsterabtei. Von 1271 bis 1278 wurde sie «Mühle zum Stein», später Steinmühle genannt. 1389 wurde eine zugehörige Säge erwähnt. Die Steinmühle brannte 1488 ab, wurde 1493 wieder aufgebaut und 1926 abgebrochen.
Die Finslermühle oder Bletschersmühle stand gegenüber der Steinmühle, mit der sie 1865 zusammengelegt wurde. Sie hatte eine Säge, die 1492 vom städtischen Sägemeister betrieben und 1858 abgebrochen wurde.
Die Seidenindustrie fasste 1592 mit dem Bau des Alten Seidenhofs in der Nähe des Sihlkanals durch David & Heinrich Werdmüller als Verlagssystem in Zürich Fuss. Das Geschäft lief so gut, dass die Werdmüller 1606 nebenan den Neuen Seidenhof errichten liessen, der mit acht Seidenhöfen das erste Zürcher Fabrikquartier wurde. An der Stelle des grünen Seidenhofs (heute Warenhaus Jelmoli) wurde 1364 erstmals eine Ziegelhütte («Herren-» oder «obrigkeitliche Hütte») erwähnt.
1717 hatte Firma Hans Conrad Escher mit Sitz im Neuen Seidenhof das Mühlehaus Sihlhof im Sihlwiesli gekauft. Heinrich Escher der Jüngere und Gebrüder verkauften das Mühlehaus Sihlhof 1747 an Hans Conrad Finsler. Dessen vier Töchter verkauften den geerbten Sihlhof 1785 an den Seidenhändler Hans Heinrich Gessner. Gessner und sein Bruder Hans Konrad haben den benachbarten Kleinen Sihlhof zur Fabrik ausgebaut. Um 1806 gab es dort Baumwollspinnmaschinen. Der Sihlhof wurde vor 1812 Eigentum von Oberst Jakob Füssli, später der Gebrüder Kunkler und von Hauptmann Füssli und 1860 der Stadtgemeinde Zürich.
Die obere Werdmühle (auch Ammann-, Funken-, Schweizermühle und Werdmühle Waser genannt) existierte schon im 13. Jahrhundert (1489 neue Mühle) und stand in der Nähe des Rennwegtores oberhalb der Stelle, wo der Fröschengraben in den Sihlkanal mündete. Der Sihlkanal floss beidseitig an der Mühle (um 1900 Werdmühlegasse 7) vorbei. Sie war 1455 in Besitz von Hans Funk, von 1464 bis 1524 der Werdmüller und von 1539 bis ins 19. Jahrhundert der Familie Schweizer. 1901/02 wurde die Mühle abgebrochen.
Die Werdmühle (1503 niedere Werdmühle) am Sihlkanal wurde erstmals als Eigentum der Fraumünsterabtei erwähnt und hiess Hinderburg. Sie stand nach dem Eintritt des Fröschengrabens in den Sihlkanal nur wenig unterhalb der oberen Werdmühle und war die letzte Mühle vor der Kanalmündung in die Limmat. 1276 wurde das Lehen von Ritter Rudolf Biber an Rudolf von Opfikon weitergegeben, der sie 1290 dem Kloster Oetenbach verlieh. Das Kloster betrieb die «der Frauen am Oetenbach-Mühle Hinderburg» bis 1357 in eigener Regie. Ab 1489 hiess sie St. Christoffel und war von 1429 bis 1769 als Erblehen mit Mühle, Haus, Hofstatt, Relle und Säge im Besitz von Otto Werdmüller und dessen Erben. 1444 wurde die Mühle von den Eidgenossen im Alten Zürichkrieg in Brand gesteckt und zerstört. Nachher wurde sie grösser wieder aufgebaut. Die einträgliche Mühle besass seit dem 17. Jahrhundert ein Monopol, Gewürze zu mahlen, und umfasste auch ein Sägewerk, das mit der Zeit den Mühlenertrag überflügelte.
1769 ging die Mühle durch Erbfall in den Besitz der benachbarten Müllerfamilie Schweizer über. Beat Werdmüller gelang es nicht, diese als Familienfideikommiss für die Werdmüllers zu sichern. Nach der Helvetik änderte oft der Besitzer und der Betrieb. Neben der Mühle und der Säge wurde eine Ölmühle, ein «Seidenrad» und eine Zwirnerei eingerichtet, später die Rordorfsche Färberei, die Bodmerische Seidenfabrik und die Schinzsche Tuchwalke. Im Jahr 1860 brannte die Mühle vollständig ab und wurde nicht mehr aufgebaut. Ihre Wasserkraft diente der 1870 errichteten Schokoladefabrik David Sprüngli & Co. Die Gebrüder Johann Rudolf und David Robert Sprüngli wohnten seit 1870 an der Werdmühlegasse 14. Die Schokoladefabrik und das Wohnhaus wurden 1901 abgebrochen.

### Wasserkraftanlagen am Sihlkanal
Legende: ID = Wasserrecht
| ID        | Foto |                 | Objekt                                                                                | Kat. | Typ | Standort                                  | Beschreibung |
| --------- | ---- | --------------- | ------------------------------------------------------------------------------------- | ---- | --- | ----------------------------------------- | ------------ |
|           | ja   | Datei hochladen | Wehr/Wuhr Giesshübel–Sihlhölzli mit Schleuse, 1917                                    |      |     | 682006 / 246669                           |              |
|           | ja   | Datei hochladen | Ableitung Sihlkanal, Sihlhölzli, Wehr, Stadtplan 1900                                 |      |     | 681997 / 246687                           |              |
|           | ja   | Datei hochladen | Sihlhölzlimühle 1916 (1845-1917)                                                      |      |     | Sihlhölzlistrasse 3 und 5 682258 / 246912 |              |
|           | ja   | Datei hochladen | Sihlpromenade, früher am Sihlkanal, heute an der seit 1927 umgeleiteten Sihl          |      |     | Sihlhölzli 682066 / 246822                |              |
|           | ja   | Datei hochladen | Mühle Kloster Selnau, Murerkarte 1566                                                 |      |     | 682601 / 247157                           |              |
|           | ja   | Datei hochladen | Unterführung Sihlkanal beim Stadelhofer Ravelin mit Wasserturm, Stadtmodell 1800      |      |     | 682602 / 247303                           |              |
|           | ja   | Datei hochladen | Vögelimühle 1917, Kanal noch nicht zugedeckt                                          |      |     | Selnaustrasse 69 682657 / 247366          |              |
|           | ja   | Datei hochladen | Herrensäge, Vögelimühle, Stadtmodell 1800                                             |      |     | 682640 / 247389                           |              |
|           | ja   | Datei hochladen | Wasserturm 1724, Männerbad 1864                                                       |      |     | Badweg 21 682615 / 247300                 |              |
|           | ja   | Datei hochladen | Bollwerk zur Katz («Bonzisbühl»), dritte Stadtbefestigung ab 1642                     |      |     | Alter Botanischer Garten 682631 / 247251  |              |
|           | ja   | Datei hochladen | Sihlkanalbrücke über den Schanzengraben, 1901 vor Abbruch                             |      |     | 682700 / 247461                           |              |
|           | ja   | Datei hochladen | Sihlegg, Sihlporte 1902                                                               |      |     | Sihlstrasse 73 682675 / 247458            |              |
| 70        | ja   | Datei hochladen | Steinmühle um 1908                                                                    |      |     | Sihlstrasse 42 682874 / 247510            |              |
|           | ja   | Datei hochladen | Finslermühle 1928                                                                     |      |     | Sihlstrasse 40 682888 / 247509            |              |
|           | ja   | Datei hochladen | «Glockenhaus» 1496/1667 der Glockengiesserfamilie Füssli                              |      |     | Sihlstrasse 35 682873 / 247458            |              |
|           | ja   | Datei hochladen | Alter Seidenhof 1592 von David & Heinrich Werdmüller                                  |      |     | Steinmühleplatz 682914 / 247587           |              |
|           | ja   | Datei hochladen | Neuer Seidenhof 1606 (acht Höfe, erstes Zürcher Fabrikquartier)                       |      |     | Sihlstrasse 20 682959 / 247640            |              |
|           | ja   | Datei hochladen | Salzmagazin 82, grosser Sihlhof 83, kleiner Sihlhof 84, Sägemühle 87, Müllerplan 1793 |      |     | 683094 / 247643                           |              |
|           | ja   | Datei hochladen | obere Werdmühle, 1900                                                                 |      |     | Werdmühlegasse 7 683109 / 247656          |              |
| 72, 74-75 | ja   | Datei hochladen | Werdmühle, Schokoladefabrik David Sprüngli & Sohn, 1900                               |      |     | Werdmühlegasse 22 683140 / 247684         |              |
|           | ja   | Datei hochladen | Kleine Werdmühle (linkes Kanalufer), Müllerplan 1793                                  |      |     | 683133 / 247705                           |              |
|           | ja   | Datei hochladen | Limmatmündung des Sihlkanals unterhalb des Gedeckten Brügglis, 1900                   |      |     | 683282 / 247835                           |              |

- Karte mit allen Koordinaten:
- OSM |
- WikiMap